# ميل توم
ميل توم (بالإنجليزية: Mel Tom)‏ هو لاعب كرة قدم أمريكية أمريكي، ولد في 4 أغسطس 1941 في هونولولو في الولايات المتحدة، وتوفي في 27 أبريل 2006.

## وصلات خارجية
- ميل توم على موقع مرجع كرة القدم المحترفة.كوم (الإنجليزية)